# Senillé
Senillé korábbi község Franciaország Új-Aquitania régiójában, Vienne megyében. 2016. január 1-jén Saint-Sauveur korábbi községgel egyesült és az így létrejött Senillé-Saint-Sauveur új község része lett.
Lakosainak száma 791 fő (2018. január 1.). Senillé Availles-en-Châtellerault, Châtellerault, Chenevelles, Leigné-les-Bois, Monthoiron, Senillé-Saint-Sauveur és Saint-Sauveur községekkel határos.

## Népesség
A település népessége az elmúlt években az alábbi módon változott:
| Lakosok száma | 504  | 453  | 411  | 500  | 584  | 647  | 748  | 772  | 799  | 791  |
|               | 1962 | 1968 | 1975 | 1982 | 1990 | 2008 | 2013 | 2015 | 2017 | 2018 |